# 古庄幸一
古庄 幸一（ふるしょう こういち、1946年（昭和21年）5月13日 - ）は、日本の海上自衛官、第26代海上幕僚長。英霊にこたえる会会長、日本会議代表委員。

## 人物
海上幕僚長時代、防衛大綱の見直しを庁内で議論する「防衛力のあり方検討会議」において、「統合運用体制への移行に際しての長官補佐体制」と題した文書を提示して説明し、制服組の最高ポストとして統合幕僚長が新設される組織改編にあわせ、内局の組織や制服組との関係の見直しを求めた。具体的には、「(自衛隊創設)50年を経た現在、統合運用に移行し、長官補佐を健全かつ円滑なものとするとの観点から適切ではない」と指摘し、防衛参事官制度の削除(廃止)を要求したほか、防衛庁(当時)・自衛隊全体への「監督権」を防衛事務次官に付与していた内閣府設置法61条を改正して、「部隊運用に関する監督機能を削除」、さらに「統合幕僚長が自衛隊の運用に関する事務を所掌するよう明記する」ことを求めた。防衛参事官制度の見直しに関して、当時の石破茂防衛庁長官が賛意を示し、防衛参事官制度の廃止か、陸海空各幕僚長を防衛参事官に加える改革案の作成を内局に指示したが、内局からの猛反発や、石破の防衛庁長官退任により、その時は実現には至らなかった（なお、同制度は2009年5月の防衛省設置法改正に伴い同年8月に廃止）。
集団的自衛権に関しても多く発言を加えており、「世界中の海軍がコアリッション（有志連合）に向かっている情勢の中で、必然として出てくる問題」「今の法体系の中で任務が決められれば我々はやるが、それでは国際的に十分な活動ができない」「そういう問題が解決されれば、他国の海軍と同じコアリッションの一員として任務ができ、柔軟に対応ができる」と指摘し、集団的自衛権を容認すべきとの認識を示していた。
自衛隊の国軍化に関しても「参院防衛省設置推進国会議員連盟」において、「海外派遣されても海上自衛隊では理解してもらえない。ジャパン・ネービー（日本海軍）という本質で呼んでもらいたい」として、「陸海空三軍」への名称変更を求めていた。
保守的な歴史認識を持っており、2007年（平成19年）7月13日に米国大使館に手渡された慰安婦問題に関する米下院決議案の全面撤回を求める要望書にも賛同者として名を連ねた。国家基本問題研究所理事も務める。

## 略歴
- 1946年（昭和21年）5月：大分県で生まれる
- 1969年（昭和44年）3月：防衛大学校第13期卒業、海上自衛隊に入隊（1等海曹）、海上自衛隊幹部候補生学校に入校（第20期第1分隊）[8]
- 1984年（昭和59年）7月：2等海佐に昇任
- 1986年（昭和61年）8月：第14掃海隊司令
- 1987年（昭和62年）8月：大湊地方総監部防衛部第3幕僚室長
- 1989年（昭和64年）1月1日：1等海佐に昇任
- 1990年（平成02年）8月1日：海上幕僚監部監理部総務課広報室長
- 1993年（平成05年）4月1日：第39護衛隊司令
- 1994年（平成06年）12月15日：海上幕僚監部人事教育部人事課長
- 1996年（平成08年）12月16日：第3護衛隊群司令
- 1997年（平成09年）
  - 3月26日：海将補に昇任
  - 12月8日：練習艦隊司令官
- 1998年（平成10年）12月8日：海上幕僚監部監察官
- 1999年（平成11年）12月10日：第21代 阪神基地隊司令に就任
- 2001年（平成13年）3月27日：海将に昇任、第28代 護衛艦隊司令官に就任
- 2002年（平成14年）3月22日：第30代 海上幕僚副長。海上自衛隊50周年記念事業準備委員会委員長
- 2003年（平成15年）1月28日：第26代 海上幕僚長に就任
- 2004年（平成16年）11月：中国原潜領海侵犯事件に対処
- 2005年（平成17年）1月12日：退官。2012年現在、公益社団法人隊友会常務理事。
- 2016年（平成28年）11月3日：瑞宝重光章受章[9]

## 栄典
- 瑞宝重光章 - 2016年（平成28年）11月3日